# Rodohrozit
Rodohrozit je manganov karbonatni mineral s kemično sestavo MnCO3. V svoji čisti obliki (redko) je običajno rožnato rdeče barve, lahko pa je tudi odtenkov rožnate do bledo rjave. Ima bele proge, njegova trdota po Mohsovi lestvici pa se giblje med 3,5 in 4,5. Njegova specifična teža je med 3,45 in 3,6. Kristalizira v trigonalnem sistemu in se cepi z romboedrično karbonatno cepitev v treh smereh. Pogosto je prisotno dvojčenje kristalov. Pogosto ga zamenjujejo z manganovim silikatom, rodonitom, vendar je izrazito mehkejši. Rodokrozit nastane z oksidacijo manganove rude in ga najdemo v Južni Afriki, na Kitajskem in v Ameriki. Uradno je uvrščen med nacionalne simbole Argentine.
Rodohrozit tvori popolno serijo trdnih raztopin z železovim karbonatom (siderit). Kalcij (kot tudi magnezij in cink, v omejenem obsegu) pogosto nadomešča mangan v strukturi, kar vodi do svetlejših odtenkov rdeče in rožnate, odvisno od stopnje zamenjave. To je razlog za rožnato barvo rodohrozita.

## Pojav in odkritje
Rodohrozit se pojavlja kot hidrotermalni žilni mineral skupaj z drugimi manganovimi minerali v nizkotemperaturnih nahajališčih rude, kot je v rudnikih srebra v Romuniji, kjer je bil prvič najden. Trakasti rodohrozit se pridobiva v Capillitasu v Argentini.
Prvič je bil opisan leta 1813 glede na vzorec iz Cavnica, Maramureş, današnja Romunija. Ime izhaja iz kombinacije grških besed ροδόν (rodon, kar pomeni vrtnica) in χρωσις (chrosis, kar pomeni barva).

## Uporaba
Rodohrozit se v glavnem uporablja kot manganova ruda, ki je ključna sestavina poceni formulacij nerjavnega jekla in nekaterih aluminijevih zlitin. Kakovostni trakasti primerki se pogosto uporabljajo za okrasne kamne in nakit. Zaradi svoje mehkobe in popolne cepitve ga redko najdemo fasetiranega v nakitu.
Manganov karbonat je izjemno uničujoč za postopek amalgamacije, ki se je v preteklosti uporabljal pri koncentraciji srebrovih rud, in so ga pogosto zavrgli na odlagališču rudnika.

## Kultura
Rodohrozit je argentinski nacionalni dragi kamen. Kolorado je leta 2002 uradno imenoval rodohrozit za svoj državni mineral.
Včasih se imenuje Rosa del Inca, Inca Rose ali Rosinca.

## Galerija
- The Searchlight, velik rdeči rodohrozit iz rudnika Sweet Home Mine, Alma, Kolorado, ZDA.
- Rodohrozit s fluoritom, tetraedritom in kremenom
- Rodohrozit iz Silvertona, Kolorado, ZDA
- Alma King je največji znani kristal rodohrozita; našli so ga v rudniku Sweet Home blizu Alme v Koloradu in podarili Denverskemu muzeju narave in znanosti.
- Razstava v muzeju La Plata, Argentina
- Primerek Alma Rose iz rudnika Sweet Home. Na ogled v Rice Northwest Museum of Rocks and Minerals v Hillsboroju, Oregon, ZDA